# The First Lady (serie televisiva)
The First Lady è una serie televisiva antologica statunitense del 2022 creata da Aaron Cooley.
La serie è stata cancellata da Showtime nell'agosto 2022.

## Trama
Nell'ala est della Casa Bianca, molte delle decisioni più importanti della storia sono state tenute segrete, prese dalle carismatiche, complesse e dinamiche first lady americane. Questa serie approfondisce la vita personale e politica di tre first lady. Esplorando ogni aspetto, dal loro viaggio a Washington, D.C., alle loro vite familiari e al loro contributo politico che ha cambiato il mondo, l'impatto delle donne alla Casa Bianca non è più nascosto.

## Episodi
| Stagione       | Episodi | Prima TV USA | Pubblicazione Italia |
| -------------- | ------- | ------------ | -------------------- |
| Prima stagione | 10      | 2022         | 2022                 |

## Personaggi e interpreti

### Personaggi principali
- Michelle Obama, interpretata da Viola Davis (adulta) e da Jayme Lawson (giovane), doppiata da Laura Romano (adulta) e da Chiara Oliviero (giovane).
First lady dal 2009 al 2017.
- Betty Ford, interpretata da Michelle Pfeiffer (adulta) e da Kristine Froseth (giovane), doppiata da Emanuela Rossi (adulta) e da Margherita De Risi (giovane).
First lady dal 1974 al 1977.
- Eleanor Roosevelt, interpretata da Gillian Anderson (adulta) e da Eliza Scanlen (giovane), doppiata da Claudia Catani (adulta) e da Rossa Caputo (giovane).
First lady dal 1933 al 1945.
- Barack Obama, interpretato da O. T. Fagbenle (adulto) e da Julian De Niro (giovane), doppiato da Gianfranco Miranda (adulto) e da Manuel Meli (giovane).
44º presidente degli Stati Uniti dal 2009 al 2017.
- Susan Ford, interpretata da Dakota Fanning, doppiata da Erica Necci.
Quartogenita di Betty e Gerald Ford.
- Lorena Hickok, interpretata da Lily Rabe, doppiata da Barbara De Bortoli.
Giornalista e amica devota di Eleanor Roosevelt.
- Marian Shields Robinson, interpretata da Regina Taylor, doppiata da Chiara Salerno.
Madre di Michelle Obama.
- Franklin D. Roosevelt, interpretato da Kiefer Sutherland (adulto) e da Charlie Plummer (giovane), doppiato da Massimo Rossi (adulto).
32º presidente degli Stati Uniti dal 1933 al 1945.
- Gerald Ford, interpretato da Aaron Eckhart (adulto) e da Jake Picking (giovane), doppiato da Francesco Prando (adulto) e da Flavio Aquilone (giovane).
38º presidente degli Stati Uniti dal 1974 al 1977.

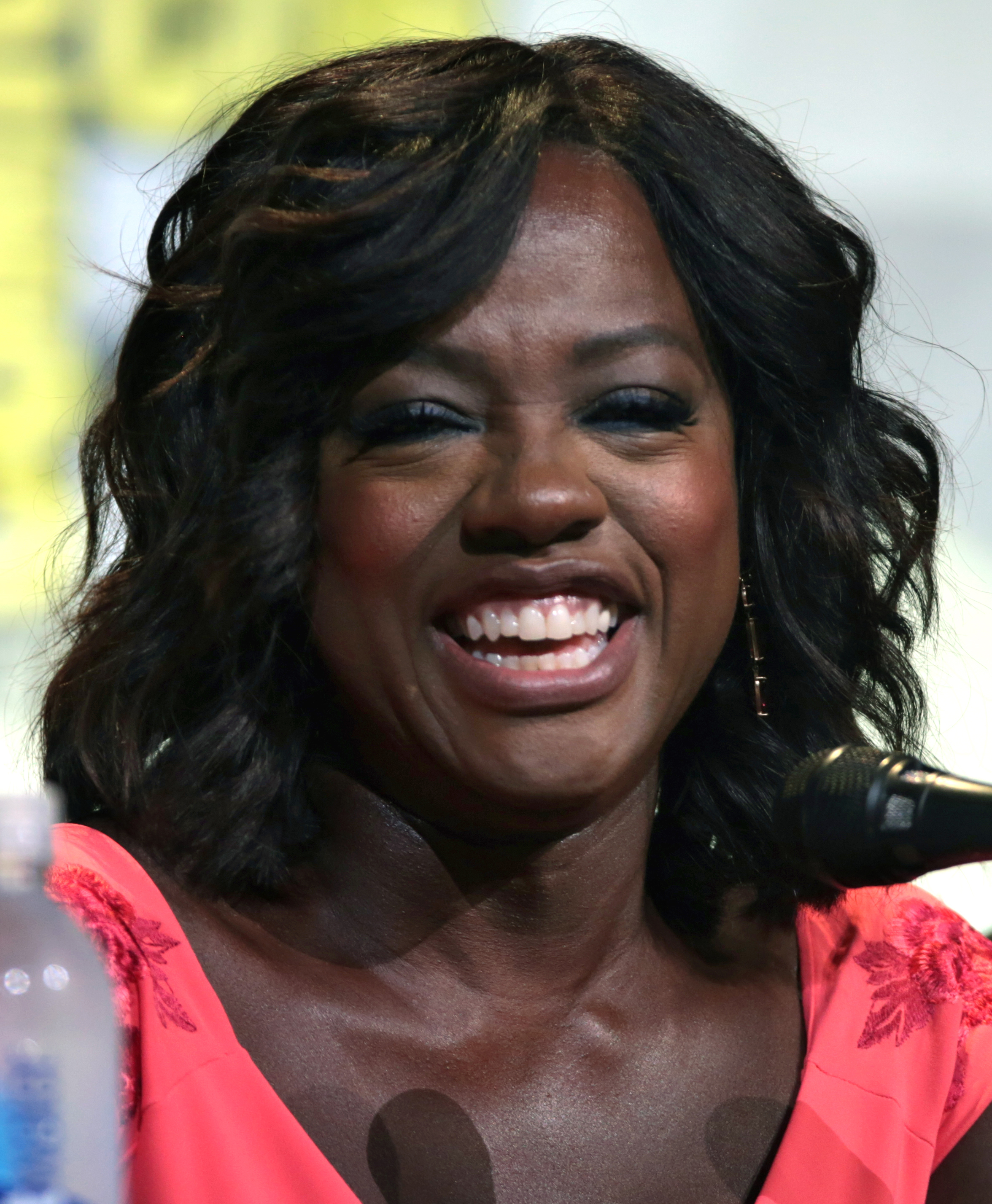
Viola Davis
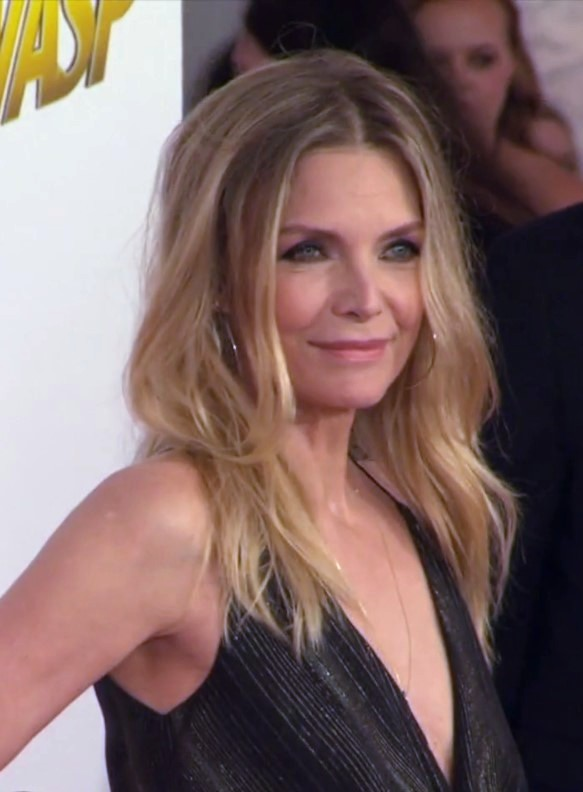
Michelle Pfeiffer
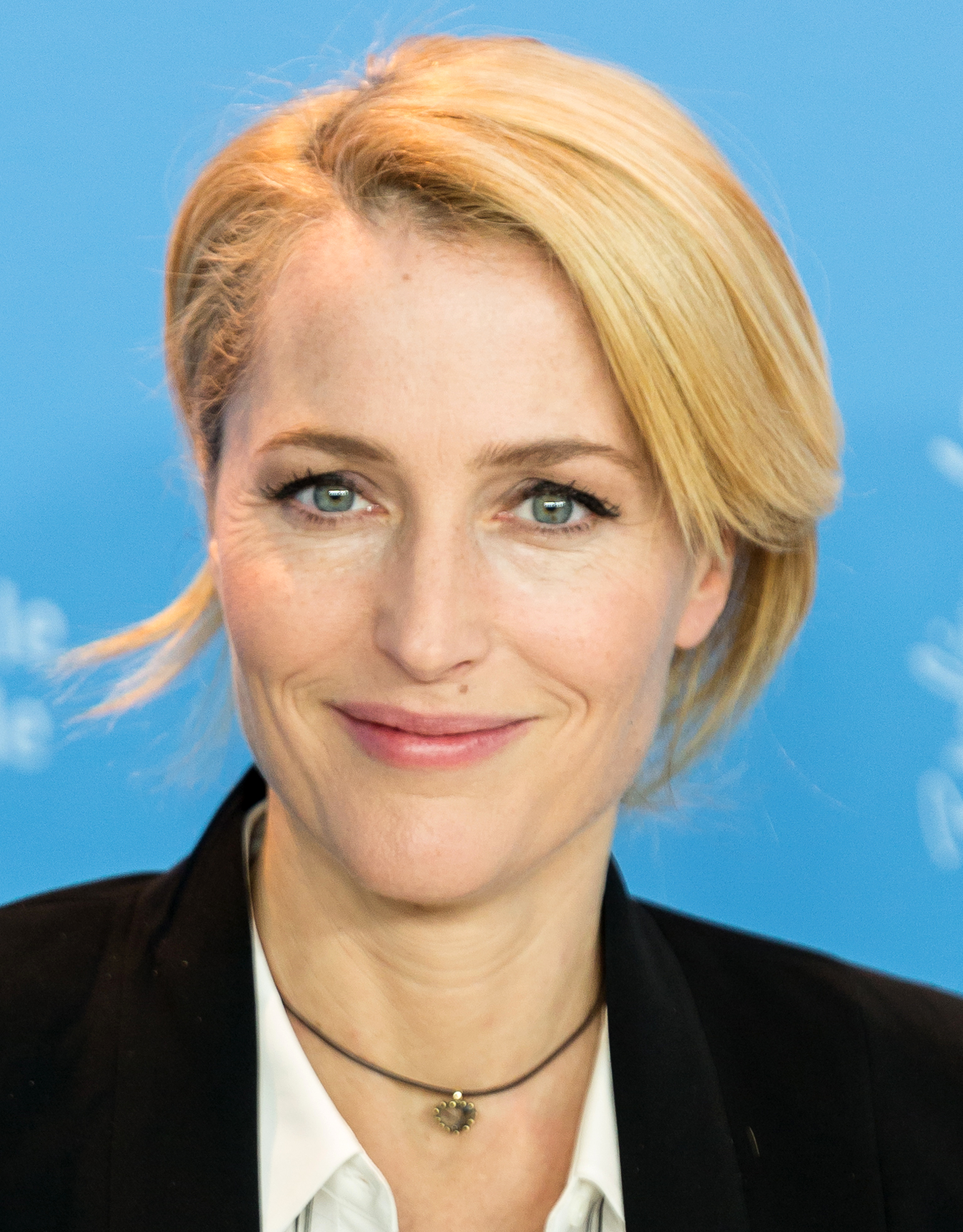
Gillian Anderson
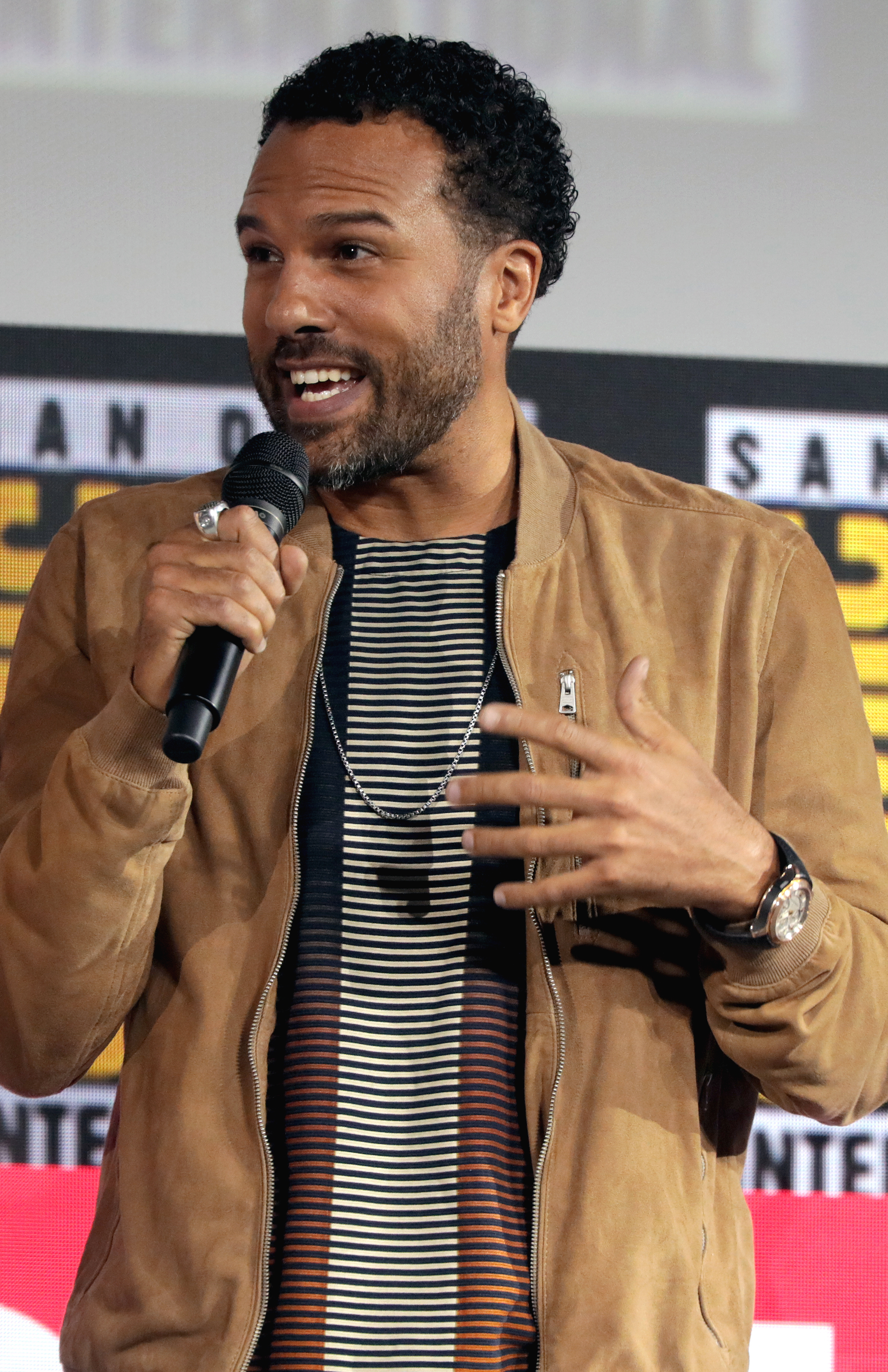
O. T. Fagbenle
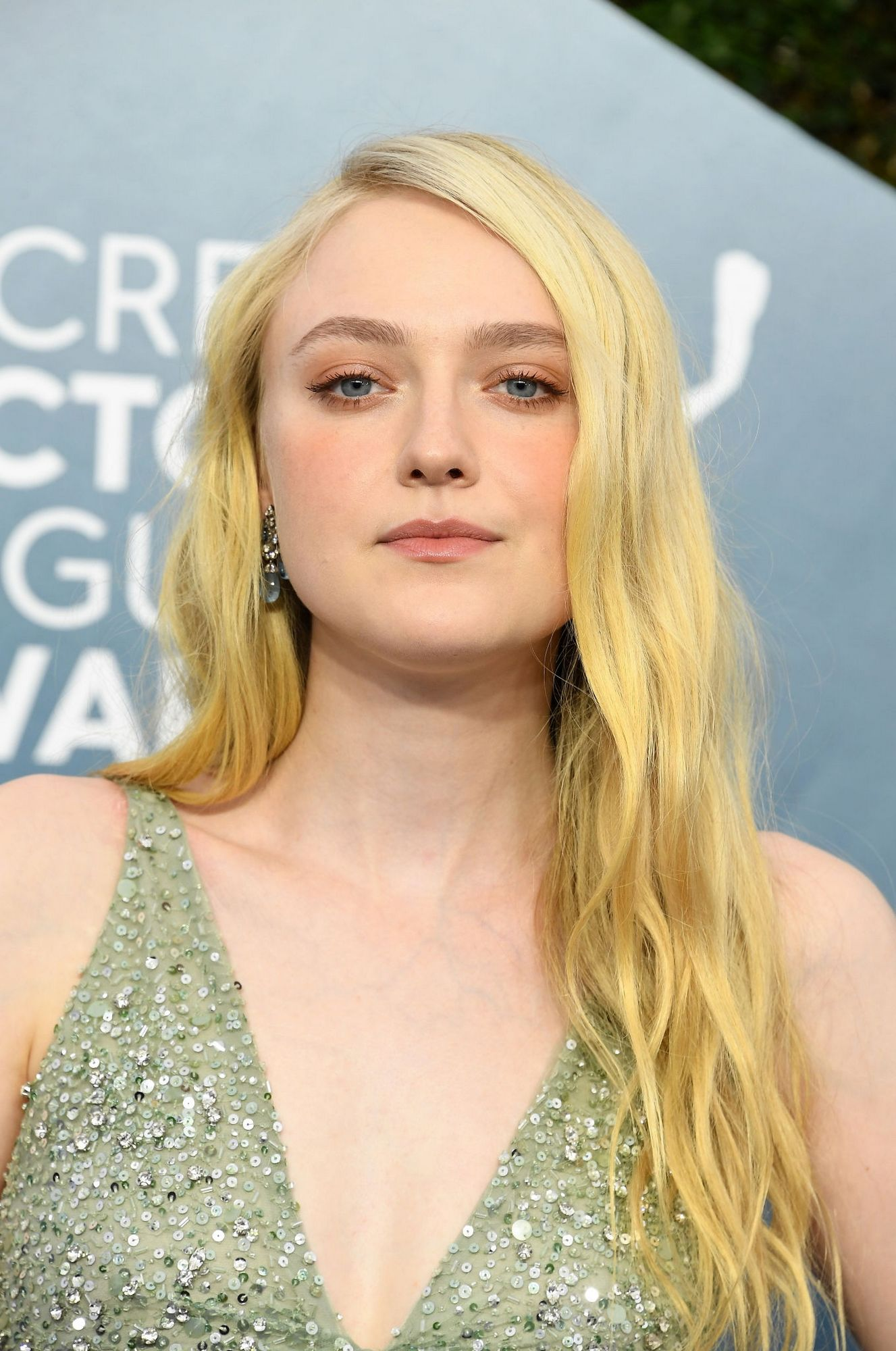
Dakota Fanning
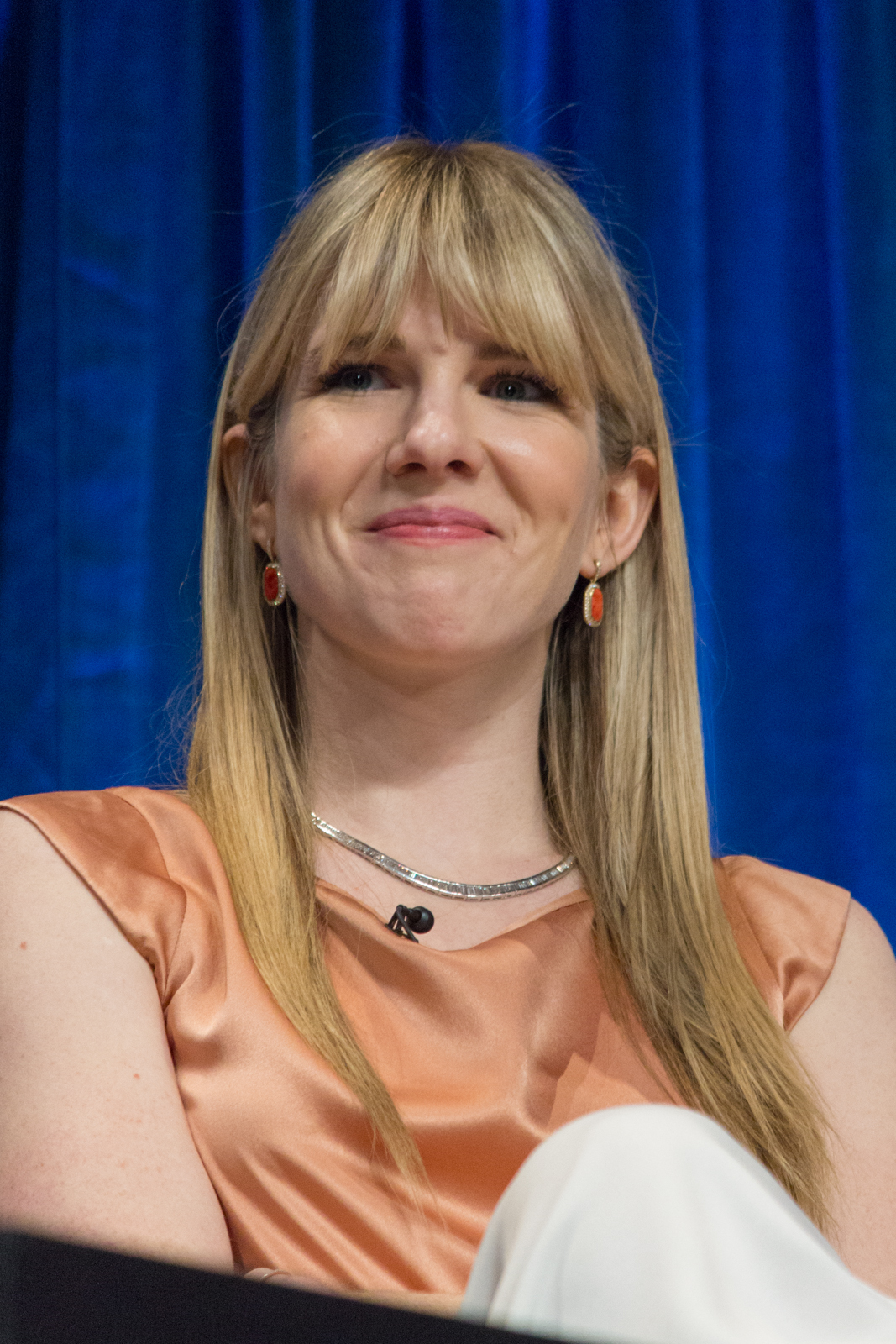
Lily Rabe
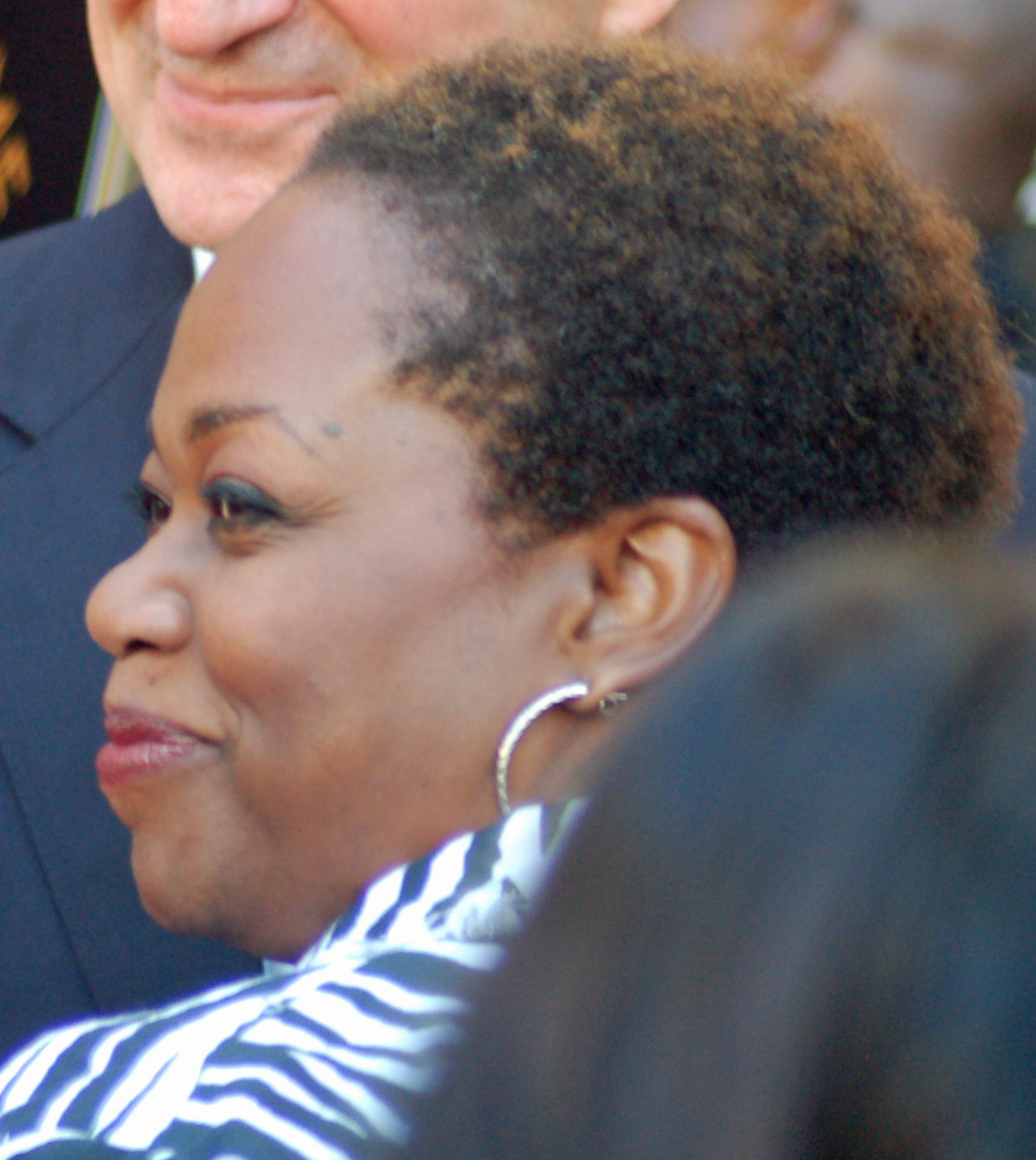
Regina Taylor
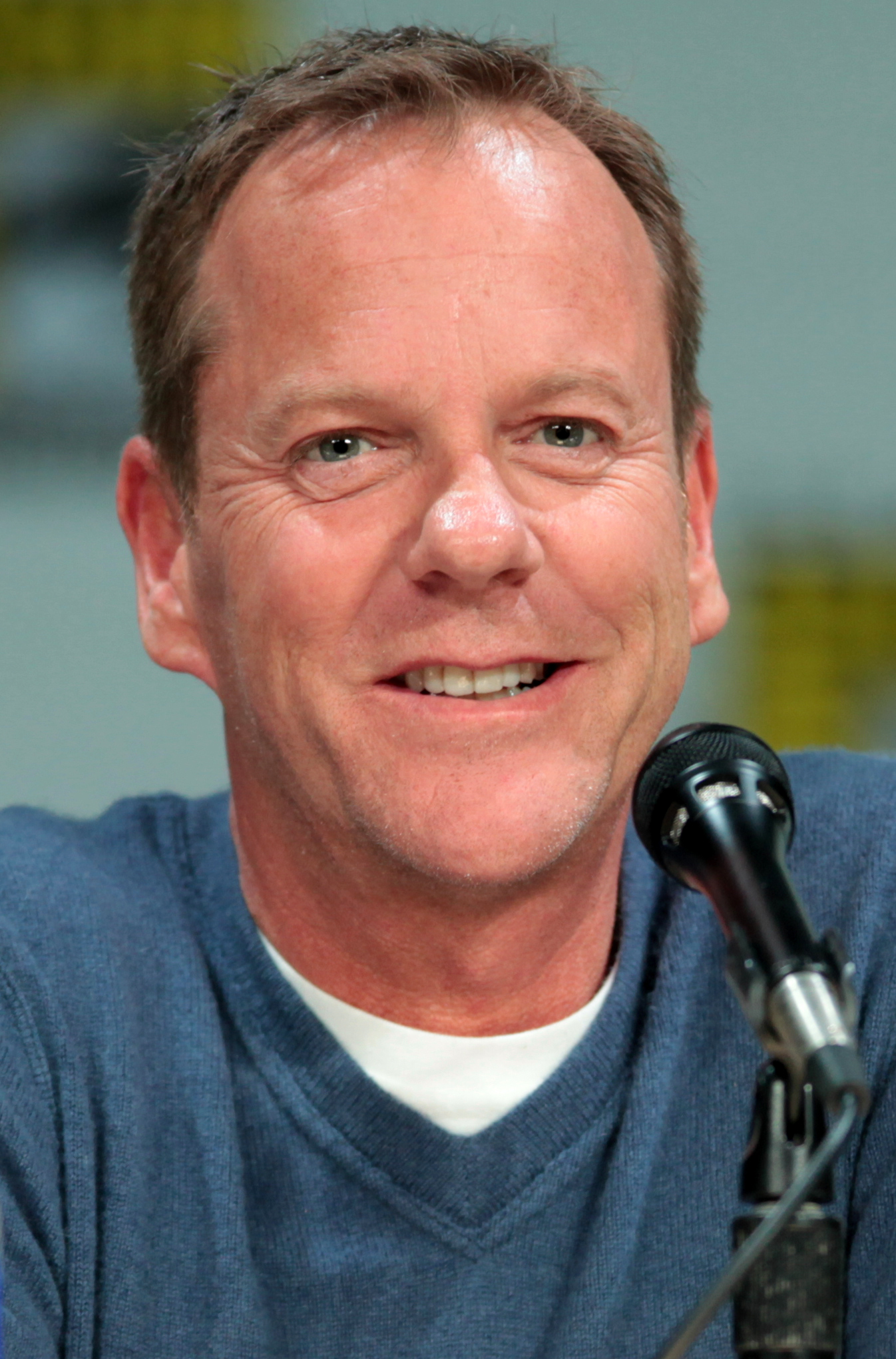
Kiefer Sutherland
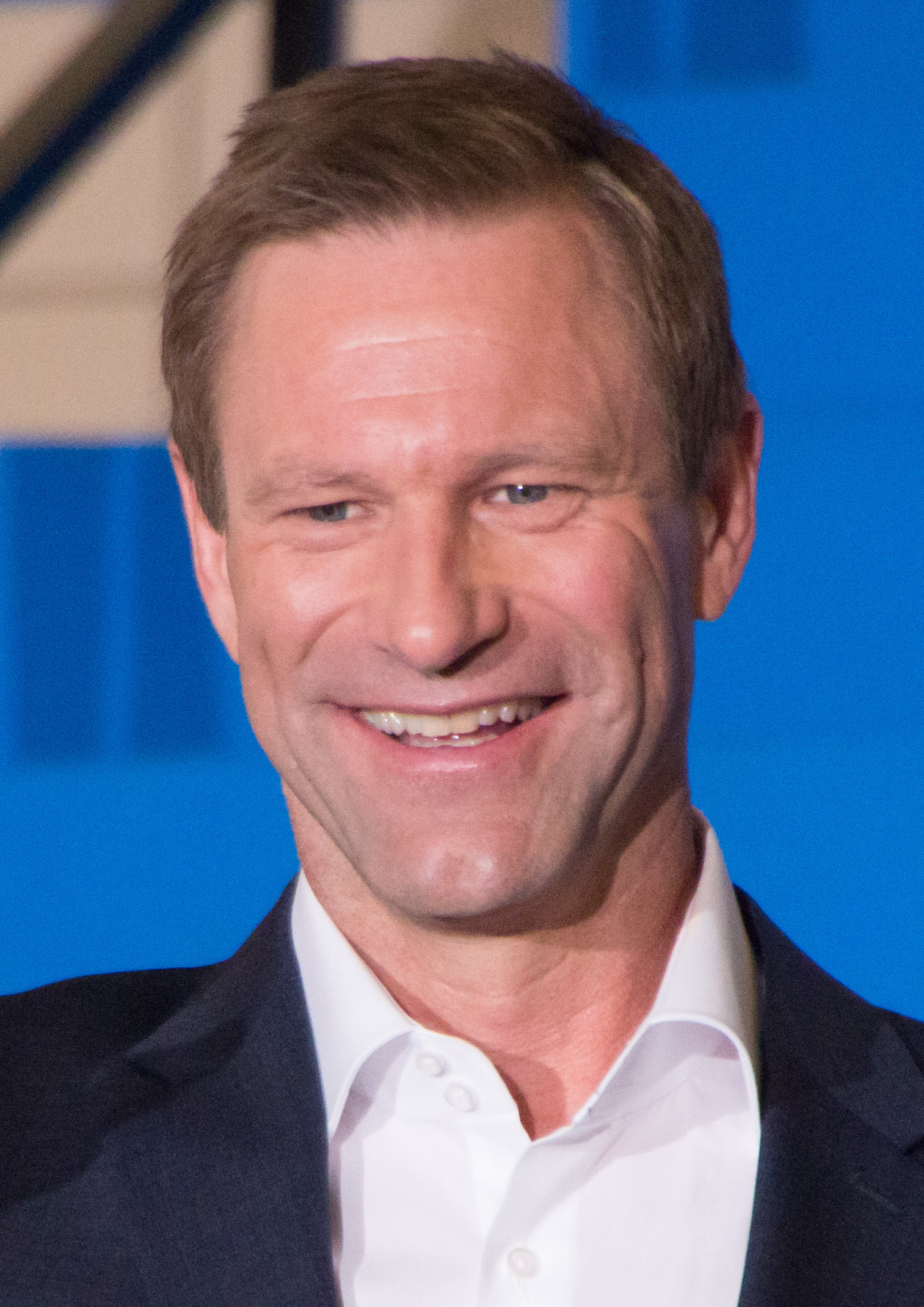
Aaron Eckhart

### Personaggi ricorrenti
- Malvina "Tommy" Thompson, interpretata da Clea DuVall, doppiata da Domitilla D'Amico.
Segretaria e assistente personale di Eleanor.
- Louis McHenry Howe, interpretato da Jackie Earle Haley, doppiato da Gerolamo Alchieri.
Consulente politico di Franklin e Eleanor Roosevelt.
- Susan Sher, interpretata da Kate Mulgrew, doppiata da Cinzia De Carolis.
Secondo capo dello staff di Michelle Obama.
- Donald Rumsfeld, interpretato da Derek Cecil, doppiato da Francesco De Francesco.
- Fraser Robinson III, interpretato da Michael Potts, doppiato da Carlo Valli.
Padre di Michelle Obama.
- Dick Cheney, interpretato da Rhys Wakefield, doppiato da Gabriele Vender.
- Sara Delano Roosevelt, interpretata da Ellen Burstyn, doppiata da Melina Martello.
Madre di Franklin.
- Nancy Howe, interpretata da Judy Greer, doppiata da Rossella Acerbo.
Assistente e amica di Betty Ford.
- Malia Obama, interpretata da Lexi Underwood, doppiata da Chiara Fabiano.
Primogenita di Michelle e Barack.
- Michael Ford, interpretato da Cayden Boyd.
Primogenito di Betty e Gerald Ford.
- Jack Ford, interpretato da Marc Hills.
Secondogenito di Betty e Gerald Ford.
- Steven Ford, interpretato da Ben Cook.
Terzogenito di Betty e Gerald Ford.
- Martha Graham, interpretata da Leslie Kritzer, doppiata da Stella Musy.
Danzatrice e coreografa e insegnante di danza di Betty.
- Bill Warren, interpretato da Thomas E. Sullivan
- Clara Powell, interpretata da Patrice Johnson Chevannes, doppiata da Rachele Paolelli.
Governante dei Ford.
- Cassius, interpretato da Maurice P. Kerry
- Sasha Obama, interpretata da Saniyya Sidney.
Secondogenita di Michelle e Barack.
- Allen Taylor, interpretata da Evan Parke.
Capo dei servizi di sicurezza degli Obama.
- Valerie June Jarrett, interpretata da Gloria Reuben
- Tina Tchen, interpretata da Rosalind Chao.
Terzo capo dello staff di Michelle Obama.
- Melissa Winter, interpretata da Donna Lynne Champlin, doppiata da Tiziana Avarista.
Consulente di Michelle Obama.
- Anna Eleanor Roosevelt, interpretata da Cailee Spaeny, doppiata da Ludovica Bebi.
Figlia maggiore di Eleanor e Franklin Roosevelt.
- Lucy Mercer Rutherfurd, interpretata da Maria Dizzia, doppiata da Daniela Calò.
Ex segretaria di Eleanor e amante di Franklin.
- Theodore Roosevelt, interpretato da Jeremy Bobb
- Laura Bush, interpretata da Kathleen Garrett

## Produzione
La serie, originariamente intitolata First Ladies, ha ricevuto l'ordine di produzione da parte di Showtime il 5 febbraio 2020.

### Sviluppo
Nel gennaio 2021, Michelle Pfeiffer, Jayme Lawson e Kristine Froseth si sono unite al cast della serie rispettivamente nei panni di Betty Ford, Michelle Obama da giovane e Betty Ford da giovane. Nello stesso mese, Pamela Adlon e Rhys Wakefield sono entrate a far parte del cast.
Il 16 febbraio 2021, Aaron Eckhart si è unito al cast nel ruolo del presidente Gerald Ford. Nello stesso mese, Judy Greer ha preso il posto Adlon, perché occupata con altri progetti. Nel febbraio 2021 è stato annunciato che Gillian Anderson avrebbe interpretato Eleanor Roosevelt e OT Fagbenle il presidente Barack Obama. Il 2 marzo 2021 anche Dakota Fanning si è unita al cast nel ruolo di Susan Ford, mentre il 9 marzo successivo Lexi Underwood è stata scelta per interpretare Malia Obama.
Il 10 marzo 2021 si sono uniti al cast Derek Cecil, nel ruolo di Donald Rumsfeld, Aya Cash in quello di Esther Liebowitz, Jake Picking in quello di Gerald Ford da giovane, Cayden Boyd in quello di Michael Ford, Marc Hills in quello di Jack Ford, Ben Cook in quello di Steven Ford, Leslie Kritzer in quello di Martha Graham, Thomas E. Sullivan in quello di Bill Warren e Patrice Johnson Chevannes in quello di Clara Powell. Il 13 aprile 2021, Regina Taylor è stata scelta per interpretare Marian Shields Robinson. Nel giugno 2021 è stato reso noto che Gloria Reuben e Kate Mulgrew erano entrate a far parte del cast, così come Rosalind Chao, Michael Potts, Kathleen Garrett e Donna Lynne Champlin.
Nel luglio 2021, Kiefer Sutherland e Lily Rabe si sono uniti al cast principale rispettivamente nei panni di Franklin D. Roosevelt e Lorena Hickok.

### Riprese
Le riprese principali sono iniziate a Covington, in Georgia, il 25 febbraio 2021.

## Promozione
Il trailer della serie televisiva è stato diffuso online il 18 febbraio 2022.

## Distribuzione
Negli Stati Uniti la serie è stata trasmessa dalla rete televisiva Showtime dal 17 aprile al 19 giugno 2022. In Italia è stata interamente pubblicata sulla piattaforma streaming on demand Paramount+ il 15 settembre 2022. 

## Accoglienza

### Critica
Sull'aggregatore di recensioni Rotten Tomatoes la prima stagione ottiene un punteggio del 41% basato su 44 recensioni, con un punteggio medio di 6,00/10. Su Metacritic, invece, riceve un punteggio di 50 su 100, basato su 22 recensioni.